# Ectatomma vizottoi
Ectatomma vizottoi (лат.) — вид мелких муравьёв из подсемейства Ectatomminae. Охотится, главным образом, на других муравьёв. Встречается в Южной Америке (эндемик Бразилии).

## Описание
Муравьи среднего размера, длина рабочих и самцов — около 1 см. Общая длина крылатых самок около 15 мм, грудь до 6 мм, голова около 3 мм. Основная окраска тела коричнево-желтоватая (самцы темнее). Усики рабочих и самок 12-члениковые (булава отсутствует), а у самцов состоят из 13 члеников. В нижнечелюстных и нижнегубных щупиках рабочих по 2 членика (формула щупиков 2,2; у самцов 5,3). Голени задних ног с одной простой шпорой, или она отсутствует (у подсемейства понерины там 2 шпоры). Стебелёк между грудкой и брюшком состоит из одного сегмента (петиоль). Развита явная перетяжка между 3-м и 4-м абдоминальным сегментами (аналог постпетиоля мирмицин). Жало хорошо развито.
Матки крупнее рабочих, у них развиты крылья (сбрасывают после спаривания), есть 3 простых глазка между сложными фасеточными глазами, более крупное брюшко. Все морфологические промеры показывают значительные отличия женских каст: рабочих и маток. Средняя длина головы равна 2,20 ± 0,16 мм у рабочих и 3,09 ± 0,12 мм у маток. Средняя длина скапуса усика 3,18 ± 0,25 мм у рабочих и 3,51 ± 0,24 мм у маток. Средняя длина мезосомы 5,17 ± 0,25 мм у рабочих и 7,08 ± 0,40 мм у маток. Ширина 2-го тергита брюшка равна 2,43 ± 0,19 мм у рабочих и 4,02 ± 0,34 мм у маток. Длина головы самцов в среднем равна 1,75 ± 0,13 мм, средняя длина скапуса усика 0,47 ± 0,06 мм, средняя длина мезосомы 5,26 ± 0,23 мм, ширина второго тергита брюшка 2,18 ± 0,09 мм.
Репродуктивные яйца темно-коричневого и почти чёрного цвета (трофические яйца белые), эллипсоидной формы (длина 1,36 мм, диаметр 0,78 мм). Личинки беловатые, покрыты волосками, имеют 3 возраста: первый (ширина головной капсулы 0,18—0,22 мм), второй (0,24—0,32 мм) и третий (0,34—0,44 мм). Куколки покрыты шёлковым коконом светло-коричневого цвета (длина около 1 см, диаметр 4 мм). В колониях E. vizottoi рабочие особи имеют 1—2 овариол, в то время как у самок до 12 овариол. Семьи содержат только одну оплодотворённую самку и несколько неоплодотворённых.

## Биология
Семьи малочисленные, насчитывают от 60 до 90 муравьёв, однако в них отмечен возрастной полиэтизм. Все гнездовые функции перекрываются у молодых и старших рабочих муравьёв с небольшим модальным смещением по возрастам. Молодые рабочие больше времени проводят, ухаживая за расплодом, занимаются грумингом и кормлением. Взрослые рабочие большую часть времени посвящают фуражировке, строительству и защите гнезда, или неактивны. Средняя продолжительность жизни рабочих 212 ± 122 дней, а максимальная зарегистрированная продолжительность жизни — 423 дня. Высокий уровень смертности (46,6 %) наблюдается в течение первых 53 дней жизни, и только 36,3 % особей выжили после достижения средней продолжительности жизни.
Поведенческий репертуар состоит из 42 различных актов поведения у рабочих, 19 у маток и 24 у неоплодотворённых самок. Последние две женские касты с точки зрения поведения объединяет их неучастие в переноске соплеменников по колонии (как имаго самок, самцов и рабочих, так и их личинок и коконов; этим занимаются только рабочие), а также отсутствие оборонных актов (охрана входа в гнездо) и элементарных строительных действий (перенос частичек грунта; этим также занимается только каста рабочих). Только матки откладывают репродуктивные яйца, а неоплодотворённые самки (как и рабочие) могут откладывать только трофические яйца.
Фуражировочная активность имеет два пика, утренний (с 07:00 до 09:30) и вечерний (с 15:00 до 18:30), и происходит при температуре от 14 °C до 32 °C. Фуражиры собирают главным образом других муравьёв (до 64 % от всех членистоногих) следующих родов: Camponotus (45,65 %), Pheidole (12,32 % ), Azteca (2,88 %), Brachymyrmex (1,44 %), другие виды Ectatomma (1,44 %), Hypoponera (0,72 %). Также в собранном корме отмечены термиты, паукообразные, двукрылые, жуки, прямокрылые, полужесткокрылые, другие Hymenoptera и гусеницы бабочек. Фуражировка одиночная, мобилизация других членов семьи на обнаруженный корм не отмечена.
Муравейники Ectatomma vizottoi земляные, достигают глубины более 3 м (до 360 см) и содержат несколько камер (от 3 до 10). Вход имеет эллиптическую форму, открывающийся в вертикальный тоннель, ведущий к гнездовым камерам.

## Систематика
Вид был впервые описан в 1987 году бразильским энтомологом Антонио Хосе де Алмейдо-Фильо по материалам из Бразилии (A. J. de Almeida Filho; Терезина, штат Пиауи, Бразилия).